# Samuel Shapiro (Politiker)
Samuel Shapiro (* 26. August 1927 in Brownsville, Pennsylvania) ist ein US-amerikanischer Politiker, der von 1981 bis 1996 Maine State Treasurer war.

## Leben
Samuel Shapiro wurde als Sohn von Maurice Shapiro und Anna Silver in Brownsville, Pennsylvania, geboren. Seine Eltern waren Einwanderer, der Vater aus der Ukraine, die Mutter aus Litauen. Shapiro wurde in eine jüdische Familie geboren und gehört dem Judentum an.
Nach zwei Jahren Dienst bei der United States Navy besuchte er mit Hilfe der G. I. Bill die University of Pittsburgh. Dort machte er im Jahr 1952 seinen Abschluss. Anschließend zog er nach Waterville, Maine, und betrieb mit seinem Schwiegervater mehrere Einrichtungsgeschäfte.
Als Mitglied der Demokratischen Partei war er von 1981 bis 1996 Maine State Treasurer.
Samuel Shapiro heiratete im Herbst 1953 Carol Plavin, mit der er drei Kinder hatte. Seine Frau starb im Jahr 2013.